# متأخر الخصية
متأخر الخصية (بالإنجليزية: Opisthorchis)‏ هو جنس من ديدان المثقوبات ثنائيات الأجيال يضم عدة أنواع : متأخر الخصية الزبادي Opisthorchis viverrini متأخر الخصية الصيني Opisthorchis senensis متأخر الخصية البغيض Opisthorchis noverca متأخر الخصية الهري Opisthorchis felineus.